# Elizabeth F. Fisher

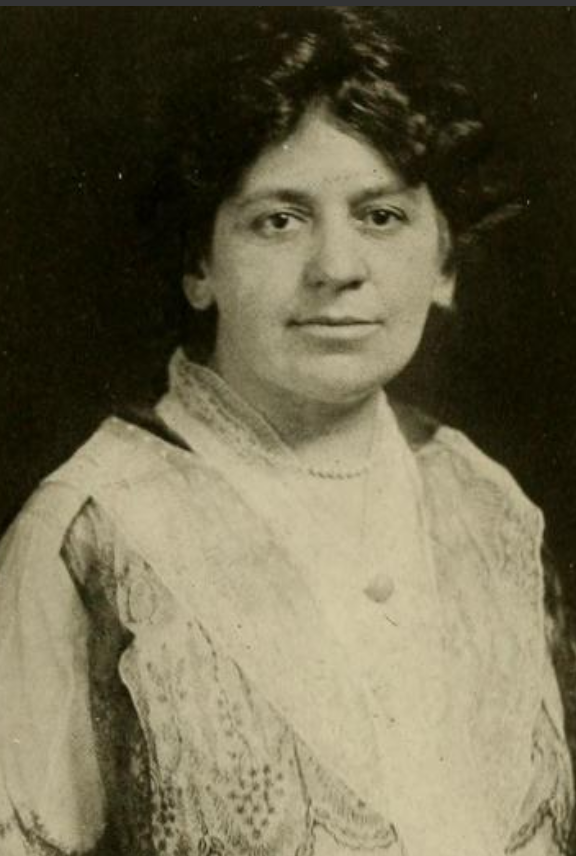
Elizabeth F. Fisher, 1915

Elizabeth Florette Fisher (* 26. November 1873 in Boston, Massachusetts; † 25. April 1941 in Los Angeles, Kalifornien) war eine US-amerikanische Geologin und Hochschullehrerin. Sie war Professorin am Wellesley College und eine der ersten Feldgeologinnen in den Vereinigten Staaten. Eine ihrer ersten Studien befasste sich mit dem West River und sie kartierte die Terrassen, die der Fluss geformt hatte.

## Leben und Werk
Fisher war die Tochter von Charles und Sarah Fisher. Sie besuchte die Boston Girls High School und studierte am Massachusetts Institute of Technology (MIT). Während ihres Studiums begann sie 1894 am Wellesley College zu unterrichten und nahm eine Festanstellung an, nachdem sie 1896 ihr Studium am MIT mit einer Abschlussarbeit über die geographische Geschichte des Lake Cochituate abgeschlossen hatte. Von 1906 bis 1908 war sie Associate Professor, anschließend bis 1926 Professorin für Geologie und Mineralogie am Wellesley College und wurde dort 1926 Professor Emeritus. Zeitgleich war sie von 1912 bis 1926 als Lecturer in Geographie an der Teachers School of Science in Boston tätig.
Fisher überprüfte eine neue Theorie über die Entwicklung von Flüssen, wo der West River in den Connecticut River mündet. An diesem Ort gab es mehrere Terrassen, die jeweils Überreste früherer Überschwemmungsgebiete des Flusses darstellten und aus denen sich einiges über die Geschichte des Flusses ableiten ließ. Fisher fand insgesamt sieben verschiedene Terrassen. 1906 veröffentlichte sie ihre Forschungsergebnisse über den West River, nachdem sie ihre Feldforschung im Jahr davor durchgeführt hatte.
1897 nahm sie am Internationalen Geographischen Kongress in Sankt Petersburg teil. 1918 war sie die erste Geologin, die von einer Ölgesellschaft zu einer Erkundung ausgesandt wurde, um während einer landesweiten Ölknappheit dabei zu helfen, Ölquellen in Nord-Zentral-Texas zu lokalisieren. 1919 veröffentlichte sie ein Lehrbuch mit dem Titel Resources and Industries of the United States, in dem sie die Notwendigkeit des Naturschutzes betonte.
Fisher war Mitglied der American Association for the Advancement of Science (AAAS), der American Geographical Society, des Appalachian Mountain Club und der Boston Society of Natural History.
Sie starb 1941 im Alter von 67 Jahren in Los Angeles und wurde dort auch beigesetzt.
In ihrem Namen gibt es am Wellesley College ein Professor Elizabeth F. Fisher-Stipendium für Absolventinnen, die ein weiterführendes Studium in Geologie oder Geographie planen.

## Veröffentlichungen (Auswahl)
- Terraces of the West River, Brattleboro, Vermont. Boston Society of Natural History, Pr. 3, 1906, S. 9–42.
- Resources and Industries of the United States. 1919.